# L'Arbre de Jessé et scènes de la vie de la Vierge Marie
L'Arbre de Jessé et scènes de la vie de la Vierge Marie est un vitrail situé dans le chevet de l'église Sainte-Agnès à Lac-Mégantic au Québec (Canada). Il a été classé objet patrimonial en 2017 par le Ministère de la Culture et des Communications.

## Histoire
Le vitrail a été conçu en 1849 par l'atelier de William Wailes (en), un des verriers les plus prolifiques de l'Angleterre du milieu du XIXe siècle. Il avait été conçu à l'origine pour l'église de l'Immaculée-Conception (en) à Londres.
À partir du début du XXe siècle, les Jésuites souhaitent remplacer cette verrière, qui avait été ternie par la pollution. À la suite d'un legs d'un paroissien, ils commandent un nouveau vitrail représentant aussi l'arbre de Jessé à l'atelier John Hardman Trading Company (en) de Birmingham. Cette compagnie retire le vitrail de 1849 du chevet et le remplace par le nouveau en 1912. 
L'atelier Hardman procède ensuite au nettoyage et à la restauration du vitrail de Wailes. Une partie du plomb et quelques plaques de verre ont probablement été remplacées et quelques inscriptions ont été refaites. Quelques visages ont probablement été repeints lors de cette restauration du début du XXe siècle. 
C'est en 1911 que débute la construction de l'église Sainte-Agnès. Elle est construite selon les plans des architectes Louis-Napoléon Audet et Joseph-Arthur Godin à partir d'un soubassement préexistant construit en 1900 et 1901 selon les plans de l'architecte Jean-Baptiste Verret. La construction de l'église n'est pas encore terminée que le curé de la paroisse, Joseph-Eugène Choquette, fait l’acquisition du vitrail de 1849. Il lui aurait été offert par un paroissien de Compton. Les circonstances par lesquelles le curé Choquette ou le paroissien ont pris connaissance de la disponibilité de ce vitrail demeure inconnues. La fabrique adopte une résolution pour autoriser le perçage d'une seule grande ouverture dans le mur du chevet, au lieu de trois plus petites ouvertures initialement prévues. C'est Dancause Vaillancourt de Montréal qui exécute les travaux de perçage.
Le vitrail est expédié avec les plans d'assemblage des sections et une photographie de référence. Elzéar Dion fabrique les remplages en bois et le vitrail est installé à son emplacement actuel en juillet 1913. 
Lors de travaux de rénovation majeurs en 1957 et 1958, l'église a été dépouillée de son décor néogothique. Le vitrail conserve quant à lui sa place dans le chevet. Le vitrail est classé comme œuvre patrimoniale le 1er septembre 2017 par le ministère de la Culture et des Communications.